# Hiệu ứng Wahlund

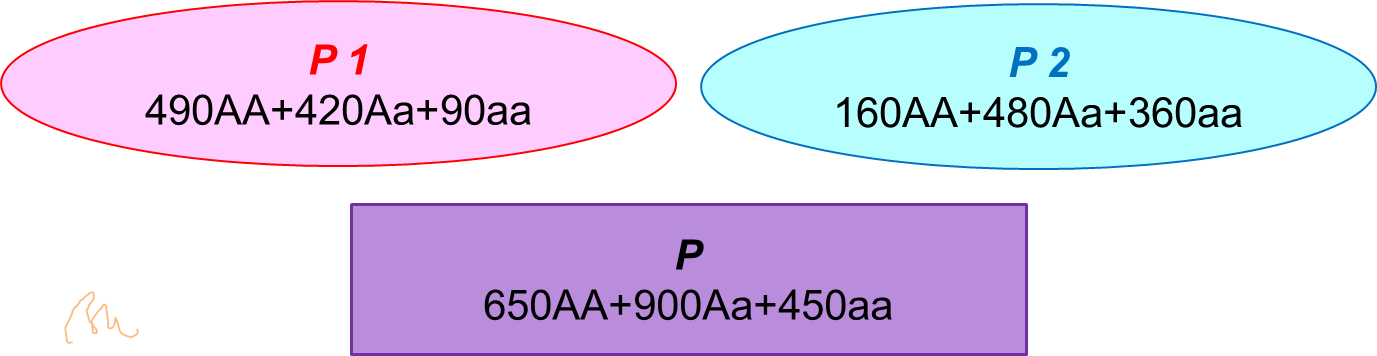
Ví dụ minh hoạ hiệu ứng Wahlund

Hiệu ứng Wahlund (/wɑ lʌnd/) là kết quả về mặt toán học làm mất trạng thái cân bằng Hacđi-Venbơc vốn có của quần thể sinh vật, mà không phải do các yếu tố tiến hoá gây ra., , 
Kết quả này được đề cập và mô tả đầu tiên trên thế giới nhờ giáo sư toán học thống kê người Thụy Điển là Sten Wahlund vào năm 1928, trong quá trình nghiên cứu về các chủng tộc người. Sau đó, các nhà khoa học vinh danh ông bằng thuật ngữ chỉ kết quả này bằng tên ông: Wahlund effect (hiệu ứng Oa-lăn).

## Ví dụ
- Ví dụ 1.

Một quần thể P ban đầu có tần số alen A là p, còn tần số alen a là q ở trạng thái cân bằng: (p + q)2 = 1. Giả sử P được chia thành hai quần thể "con" là P1 và P2, nhưng tất cả các cá thể có kiểu hình trội (AA và Aa) chỉ ở P1, còn tất cả các cá thể có kiểu hình lặn (aa) chỉ ở P2 thì sự mất cân bằng di truyền xảy ra, tỉ lệ thể dị hợp giảm, còn tỉ lệ thể đồng hợp tăng dù cho không có quá trình tự phối trong quần thể.
- Ví dụ 2: Giả sử có hai quần thể P1 và P2 (hình đầu trang).

1. Quần thể P1 có 490 cá thể AA, 420 cá thể Aa và 90 cá thể aa. Ở quần thể này: tần số p của alen A = (490 + 210)/1000 = 0,7. → Tần số q của alen a = 1 – 0,7 = 0,3. → 2pq = 2×0,7×0,3 = 0,42. Do đó: (p + q)2 = (0,7 + 0,3)2 = 0,49 + 0,42 + 0,09 nên quần thể P1 ở trạng thái cân bằng di truyền theo phương trình Hacđi-Venbơc.
2. Còn quần thể P2 có 160 cá thể AA, 480 cá thể Aa và 360 cá thể aa. Ở quần thể này - với cách tính tương tự trên - có p = 0,4 và q = 0,6. → 2pq = 2×0,4×0,6 = 0,48. Do đó quần thể P2 này cũng cân bằng  theo phương trình Hacđi-Venbơc.
3. Tuy nhiện, nếu "trộn" P1 với P2, tạo thành quần thể hợp nhất P, thì quần thể hợp nhất P - theo cách tính trên - không cân bằng nữa, dù không có tác động của bất kì một nhân tố tiến hoá nào trong số các nhân tố: đột biến, dòng gen, chọn lọc tự nhiên, tự phối và yếu tố ngẫu nhiên.[1][5]

## Ý nghĩa
Hiệu ứng này chỉ ra rằng:

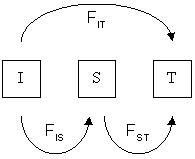
Sơ đồ thống kê F mô tả hiệu ứng Wahlund.

- Nếu một quần thể có kích thước lớn, đang ở trạng thái cân bằng Hardy-Weinberg được chia thành nhiều quần thể nhỏ hơn, mà tổng kích thước vẫn  không đổi, thì bao giờ tỷ lệ thể dị hợp cũng giảm đi, đồng thời tỷ lệ thể đồng hợp tăng lên tương ứng mà không hề có tác động của yếu tố tiến hoá nào khác.
- Ngược lại, nếu nhiều quần thể nhỏ đều đang ở trạng thái cân bằng Hardy-Weinberg, mà lại được sáp nhập lại thành một quần thể lớn, thì bao giờ tỷ lệ thể dị hợp cũng giảm đi, đồng thời tỷ lệ thể đồng hợp tăng lên.

Trong thực tế, hiệu ứng này thường biểu hiện do di cư hoặc nhập cư. Ngoài ra, cũng còn do tập tính tư phối (tự thụ phấn ở thực vật hoặc giao phối gần ở động vật). Chính Sten Wahlund đã phát hiện hiệu ứng này khi ông nghiên cứu tục lệ kết hôn gần và sự di cư của một số chủng tộc người mà ông đã nghiên cứu.